# Montségur
Montségur là một xã ở tỉnh Ariège, thuộc vùng Occitanie ở phía tây nam nước Pháp.

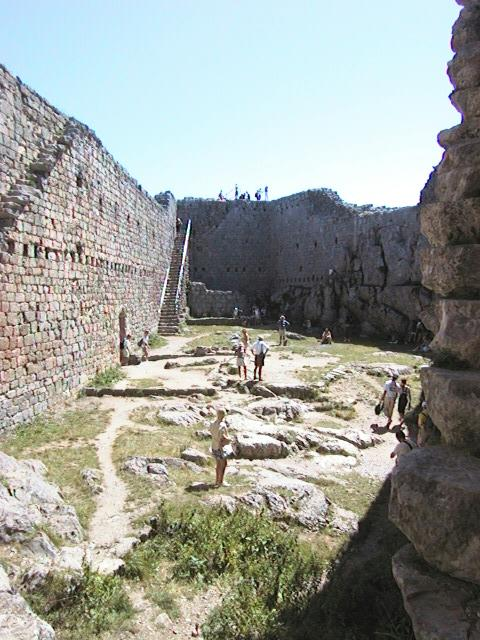
Inner courtyard

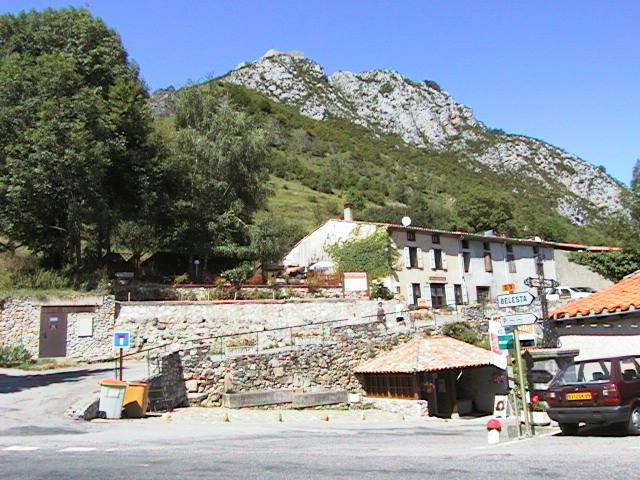
Montségur from village